# Sekigawa Ikuma
Sekigawa Ikuma (sinh ngày 13 tháng 9 năm 2000) là một cầu thủ bóng đá người Nhật Bản.

## Sự nghiệp câu lạc bộ
Sekigawa Ikuma hiện đang chơi cho Kashima Antlers.